# Luke Scott
Luke Scott (n. 1 de mayo de 1968) es un director de cine, televisión y comerciales británico. Fue director de segunda unidad en Exodus: Gods and Kings y en The Martian, ambas dirigidas por su padre Ridley Scott. Hizo su debut como director de cine en 2016 con la película Morgan.

## Carrera
En 2012, Scott dirigió el cortometraje de ciencia ficción Loom, protagonizado por Giovanni Ribisi y Jellybean Howie. Su padre Ridley Scott produjo el film. En 2014, Scott trabajó en la película épica bíblica dirigida por su padre Exodus: Gods and Kings como director de segunda unidad, que protagonizó Christian Bale y Joel Edgerton. La película fue lanzada el 12 de diciembre de 2014 por 20th Century Fox, recaudando $268 millones de dólares a partir de un presupuesto de $140 millones. Scott trabajó como director de segunda unidad de nuevo con su padre en The Martian (2015).
Scott hizo su debut como director de cine en el thriller de ciencia ficción Morgan. Su padre, Ridley Scott, produjo la cinta. Morgan fue protagonizada por Kate Mara y fue lanzada por 20th Century Fox en septiembre de 2016.
En febrero de 2017, 20th Century Fox lanzó el cortometraje prólogo de Alien: Covenant titulado Last Supper, dirigido por Scott en colaboración con la consultora de diseño 3AM.

## Vida personal
Scott es el hijo del director/productor Ridley Scott y Felicity Heywood, y hermano de Jake Scott y medio hermano de Jordan Scott, ambos directores.

## Filmografía
| 1992 | 1492: Conquest of Paradise | No | Director de arte                     |
| 1999 | The Hunger                 | Sí | Serie de TV, 1 episodio: "Skin Deep" |
| 2012 | Loom                       | Sí | Cortometraje                         |
| 2014 | Exodus: Gods and Kings     | No | Director de la segunda unidad        |
| 2015 | The Martian                | No | Director de la segunda unidad        |
| 2016 | Morgan                     | Sí | Debut como director                  |
| 2017 | 2036: Nexus Dawn           | Sí | Cortometraje de Blade Runner 2049    |
| 2017 | 2048: Nowhere to Run       | Sí | Cortometraje de Blade Runner 2049    |
| 2020 | Raised by Wolves           | Sí | Tres episodios                       |